# Liste des maires d'Aulnay-sous-Bois
La liste des maires d'Aulnay-sous-Bois présente la liste des maires de la commune française d'Aulnay-sous-Bois, située dans le département de la Seine-Saint-Denis en région Île-de-France.

## Liste des syndics
| Période                                  | Période | Identité               | Étiquette | Qualité                |
| ---------------------------------------- | ------- | ---------------------- | --------- | ---------------------- |
| Les données manquantes sont à compléter. |         |                        |           |                        |
| 1787                                     | 1790    | François-Noël Chartier |           | Laboureur, cultivateur |

## Liste des maires

### Entre 1790 et 1945
| Période            | Période           | Identité                     | Étiquette | Qualité |
| ------------------ | ----------------- | ---------------------------- | --------- | --- |
| 1790               | 1791              | François Chartier            |           | Cultivateur |
| 1791               | 1792              | Christophe Bazureau          |           | Manouvrier |
| 1792               | 1795              | Pierre Coqueret              |           | Manouvrier |
| 1795               | 1798              | Louis Delacourt              |           | Laboureur ; cultivateur Agent municipal                                                                                               |
| 1798               | 1799              | Louis Boileau                |           | Élagueur Agent municipal |
| 1799               | 1800              | Pierre Andelle               |           | Serrurier Agent municipal puis maire provisoire (en 1800)                                                                             |
| 1800               | 1808              | François Chartier            |           | Cultivateur |
| 1808               | 1830              | Auguste-François de Gourgues |           | Propriétaire |
| 1830               | 1833              | Félix Fessart                |           | Cultivateur |
| 1833               | 1840              | Jean-Benoît Coquard          |           | Cultivateur |
| 1840               | 1844              | François-Jérôme Langlois     |           | Meunier ; propriétaire |
| 1844               | 1866              | Louis-Antoine Dalleux        |           | Cultivateur ; propriétaire |
| 1866               | 1893              | Dominique de Gourgues        |           | Marquis Propriétaire |
| 1893               | 1896              | Marie-Alexandre Depré        |           | |
| 1896               | 1905              | Claude Buchet                |           | Propriétaire |
| 1905               | 1919              | Isidore Nérat                |           | |
| 1919               | 15 novembre 1924  | Jules Princet,               | RG        | Employé Conseiller général d'Aulnay-sous-Bois-Nord (1922 → 1924) Décédé en fonction                                                   |
| 1925               | 1928              | Albert Libs                  |           | Dessinateur Démissionnaire |
| 2 décembre 1928    | 27 octobre 1930   | Arthur Chevalier             | SFIO      | Employé, ancien communard Décédé en fonction                                                                                          |
| 1930               | 1932              | Charles Dordain              |           | Employé de commerce Démissionnaire |
| 1932               | 5 mai 1935        | Louis Poupon                 | SFIO      | Employé |
| 5 mai 1935         | 5 octobre 1939    | Maurice Nilès,               | PCF       | Employé au Service des eaux de la Ville de Paris Suspendu par le Gouvernement Daladier après la signature du Pacte germano-soviétique |
| 5 octobre 1939     | 1941              | Henri Fourquez               |           | Président de la Délégation spéciale nommée par le Gouvernement Daladier                                                               |
| 1941               | 1944              | Charles Drocourt             |           | Directeur de l'Union Gazière Président de la délégation spéciale, puis maire nommé par le Gouvernement de Vichy                       |
| 1944               | 1944              | Jean Perlis                  |           | Médecin Maire par intérim (Comité de Libération)                                                                                      |
| 1er septembre 1944 | 18 septembre 1944 | Narcisse Renaudot            | PCF       | Employé de la STCRP Maire par intérim                                                                                                 |
| septembre 1944     | mai 1945          | Maurice Nilès,               | PCF       | Employé au service des Eaux de la Ville de Paris                                                                                      |

### Depuis 1945
Depuis l'après-guerre, onze maires se sont succédé à la tête de la commune.
| Période          | Période                     | Identité            | Étiquette    | Qualité |
| ---------------- | --------------------------- | ------------------- | ------------ | --- |
| mai 1945         | octobre 1947                | Pierre Scohy        | PCF          | Contrôleur technique SNCF |
| octobre 1947     | mars 1959                   | Fernand Herbaut     | SFIO         | Employé SNCF |
| mars 1959        | 5 juin 1964                 | Robert Courtat      | SFIO         | Employé au ministère des Finances Démissionnaire |
| 5 juillet 1964   | mars 1965                   | Maurice Cadot       | SFIO         | Dessinateur puis chef d’études SNCF |
| mars 1965        | mars 1971                   | Louis Solbès        | PCF          | Instituteur Conseiller général d'Aulnay-sous-Bois-Nord (1964 → 1967) |
| mars 1971        | 21 mai 1978                 | Robert Ballanger    | PCF          | Employé du ministère des Colonies, résistant Député de Seine-et-Oise (1945 → 1958) Député de Seine-et-Oise (9e circ.) (1958 → 1967) Député de la Seine-Saint-Denis (8e circ.) (1967 → 1981) Démissionnaire                     |
| 21 mai 1978      | 14 septembre 1983           | Pierre Thomas       | PCF          | Technicien, dessinateur-projeteur Conseiller général d'Aulnay-sous-Bois-Sud (1976 → 1982) Mandat écourté à la suite de l'annulation du scrutin de mars 1983                                                                    |
| 13 novembre 1983 | 9 mars 2003,                | Jean-Claude Abrioux | RPR puis UMP | Chef de groupe SNCF Député de la Seine-Saint-Denis (10e circ.) (1993 → 2007) Conseiller général d'Aulnay-sous-Bois-Sud (1982 → 1993) Démissionnaire                                                                            |
| 9 mars 2003      | 17 mars 2008                | Gérard Gaudron      | UMP          | Géologue Député de la Seine-Saint-Denis (10e circ.) (2007 → 2012) Conseiller général d'Aulnay-sous-Bois-Nord (1985 → 1998) |
| 17 mars 2008     | 5 avril 2014                | Gérard Ségura       | PS           | Instituteur Conseiller général d'Aulnay-sous-Bois-Nord (1998 → 2015) |
| 5 avril 2014     | En cours (au 15 avril 2021) | Bruno Beschizza     | UMP → LR     | Syndicaliste policier puis sous-préfet Conseiller régional d'Île-de-France (2010 → ) Conseiller départemental d'Aulnay-sous-Bois (2015 → 2016) Président de l'EPT Paris Terres d'Envol (2016 →) Réélu pour le mandat 2020-2026 |

## Conseil municipal actuel
Les 53 sièges composant le conseil municipal ont été pourvus le 15 mars 2020 lors du premier tour de scrutin. Actuellement, il est réparti comme suit : 

## Résultats des élections municipales
- Élection municipale de 2001[30]
  - 1er tour : 8 290 voix et 45,08 % pour Jean-Claude Abrioux (RPR, Union de la droite), 6 357 voix et 34,57 % pour Gérard Ségura (PS, Gauche plurielle), 1 545 voix et 8,40 % pour Mireille Roset (FN), 968 voix et 5,26 % pour Philippe Milliau (MNR), 854 voix et 4,64 % pour Yves Guillemot (LO), 375 voix et 2,04 % pour Jacques Neveu (PT)
  - 2d tour : 11 130 voix et 56,07 % pour Jean-Claude Abrioux (RPR, Union de la droite), 8 721 voix et 43,93 % pour Gérard Ségura (PS, Gauche plurielle)

- Élection municipale de 1995[31] :
  - 1er tour : 8 711 voix et 37,91 % pour Jean-Claude Abrioux (RPR, Union de la droite), 8 450 voix et 36,77 % pour Bernard Labbé (PCF, Union de la gauche), 3 827 voix et 16,65 % pour Mireille Roset (FN), 1 991 voix et 8,66 % pour Gisèle Dellinger (Divers droite, RPR dissident)
  - 2d tour : ...